# Пономаренко, Артём Александрович
Артём Александрович Пономаренко (12 мая 1993, д. Яковлевка, Россия — 11 октября 2023, Красногоровка, Украина) — российский военнослужащий, гвардии младший лейтенант, Герой Российской Федерации (2023, посмертно).

## Биография
Родился 12 мая 1993 года в деревне Яковлевка Горьковского района Омской области. В 2010 году окончил среднюю школу в селе Астыровка Горьковского района.
В 2011 году был призван на воинскую службу.
В 2014 поступил на военную службу по контракту в 15-й отдельную гвардейскую мотострелковую бригаду. В 2016 году в составе бригады принимал участие в миротворческих миссиях на территории Таджикистана.
В 2016—2018 годах дважды направлялся в командировку для участия в боевых действиях в военной операция России в Сирии.
В ноябре 2020 — мае 2021 года находился на территории Нагорного Карабаха в составе российского миротворческого контингента.
С 24 февраля 2022 года принимал участие во вторжении России на Украину. В апреле 2022 года был ранен в голову, прошёл реабилитацию в военном госпитале в Москве. Вернулся в зону боевых действий, участвовал в боях на Авдеевском направлении.
Погиб 11 октября 2023 года в ходе боевых действий в результате артиллерийского обстрела противником. Непосредственно перед гибелью руководил эвакуацией раненных, лично вытащил троих военнослужащих из горящей боевой машины пехоты и оказал им первую медицинскую помощь.
Похоронен 21 октября 2023 года на кладбище «Лесное» в городе Новокуйбышевск Самарской области.

## Награды
Указом Президента России Владимира Путина Nº 989 от 25 декабря 2023 г., за «за мужество и героизм, проявленные при исполнении воинского долга» удостоен звания Героя Российской Федерации
- орден Мужества,
- медаль Суворова,
- медаль «За боевые отличия» (дважды),
- медаль «Участнику военной операции в Сирии»,
- медаль «За возвращение Крыма»

## Общественные почести
27 января 2024 года в Самаре прошёл турнир по метанию ножей с участием ветеранов СВО, посвящённый памяти Героя России Артема Пономаренко.